# More (glazbeni sastav)
More je hrvatski glazbeni pop sastav koji je djelovao tijekom 1970-ih i 1980-ih godina.

## Povijest sastava
Na Pedagoškoj akademiji 1972. godine Meri Cetinić susreće Slobodana M. Kovačevića, te zajedno osnivaju grupu "More" u kojoj Meri svira klavir i vokalni je solist. Također je uz S. M. Kovačevića skladatelj i aranžer grupe. Sastav snima nekoliko singlica i album "More" koji postiže veliki uspjeh, kao i naslovna pjesma. Ujedno, na "Splitskom festivalu" grupa "More" ima 2 uspješna nastupa s pjesmama "Gdje god da pođeš" i "Samo simpatija". U grupi 1973. godine pjeva i Oliver Dragojević. U grupi "More" također svoju karijeru započinje Milo Vasić poznatiji kao Jasmin Stavros. Nakon prvog razlaza Mora, dio članova okupio se u ad-hoc supergrupi Putu. U 80-ima u grupi Tedi Bajić (Spalato) svira gitaru, a Remi Kazinoti je na klavijaturama.
Prvi album, "More", snimljen je 1974. godine (Jugoton) i te godine postava sastava bila je sljedeća:
- Slobodan M. Kovačević - bas Fender, vokal, skladatelj, aranžer
- Meri Cetinić - prvi vokal, klavir, skladatelj, aranžer
- Antonija Gerzelj - drugi vokal
- Jasmin Stavros - bubnjevi
- Tonči Dellazota - električna i akustična gitara, vokal
- Zvonko Boldin - orgulje Hammond, električni klavir Hohner, flauta, konge
- Oliver Dragojević - prateći vokal

Na drugom albumu, "More", koji je izdan 1979. godine (PGP RTB) vokal je Slobodan M. Kovačević.
Godine 1983. u sastavu pjeva i započinje karijeru Doris Dragović s kojom snimaju album "Hajde da se mazimo" nazvan po istoimenom hitu i 1985. album "Tigrica". Doris 1986. započinje samostalnu karijeru, a grupa se time raspala.
Nedavno su se sastali bivši članovi grupe More: Slobodan Kovačević, Oliver Dragojević, Meri Cetinić, Doris Dragović i Tedi Spalato radi snimanja novu verzije pjesme "More" povodom 40-godišnjice osnutka grupe.

## Diskografija

### Singl ploče
- “More” / “Zla djevojka” (Jugoton 1973.)
- “Moj muž” / “Ti si moj san” (Jugoton 1974.)
- “Bakalar” / “Ja cu plakati sama” (Jugoton 1975.)
- “Ovo vrijeme” / “Ovo je moj bol” (Jugoton 1975.)
- “Gdje god da pođeš” / “Znam da ti nisi moj” (Jugoton 1975.)
- "Kud se skitaš, mala moja"/ “Ti si moja” (Jugoton 1976.)
- “Samo simpatija” / “Ako jednom vidiš suze” (Jugoton 1978.)
- “Sami sebi mi smo krivi” / “Ti i ja bi mogli sve” (PGP RTB 1978.)

### LP ploče
Vokal Meri Cetinić:
- “More” (Jugoton 1974.) - reizdanje (2011.)

Vokal Slobodan M. Kovačević.
- “More II” (PGP RTB 1979.)

Vokal Doris Dragović
- “Hajde da se mazimo” (Jugoton 1983.)
- “Tigrica” (Jugoton 1985.) - zlatna ploča

## Vanjske poveznice
- More - Diskografija